# Burgwald (Ortsteil)
Burgwald (früher: Muna, Industriehof) ist ein Ortsteil der gleichnamigen Gemeinde Burgwald im nordhessischen Landkreis Waldeck-Frankenberg und Sitz der Gemeindeverwaltung. Der Ort gehört zur Gemarkung des Ortsteils Wiesenfeld.

## Geographische Lage
Der Ort liegt im nördlichen Zentrum der Gemeinde Burgwald, 5 km südlich von Frankenberg (Eder) und 30 km nördlich von Marburg. Die nördliche Grenze bildet das Gebiet der ehemaligen Kreisstadt Frankenberg, die östliche und die südliche Grenze die Gemarkungen der Burgwalder Ortsteile Bottendorf und Wiesenfeld, im Westen bildet der Ortsteil Birkenbringhausen die Grenze.
Burgwald liegt am westlichen Rand des Burgwalds. Durch das Gebiet des Ortes verläuft die Rhein-Weser-Wasserscheide.

## Geschichte
Der jüngste der Burgwalder Ortsteile verdankt seine Entstehung einer Munitionsanstalt (abgekürzt Muna) der deutschen Wehrmacht zur Zeit des Nationalsozialismus. Im Rahmen der Aufrüstung der Wehrmacht wurde 1936–1938 in der Gemarkung von Wiesenfeld, nahe der Bahnlinie in einem Randbereich des Burgwalds, die Luftmunitionsanstalt Frankenberg errichtet. Zweck dieser Muna, wie auch vergleichbarer Einrichtungen, war die Fertigstellung und Lagerung von Munition für die Luftwaffe. Im Verlauf des Krieges wurde auch Kampfstoffmunition, darunter das Nervengas Tabun, in der Muna gelagert. Am 29. März 1945 wurde die Muna von den vorrückenden amerikanischen Truppen eingenommen.
Nach dem Zweiten Weltkrieg wurden die Wohn- und Verwaltungsgebäude der Muna weiter genutzt. In den ebenfalls unzerstört gebliebenen Munitionsarbeitshäusern, Packhallen und sonstigen Arbeitsgebäuden siedelten sich etliche Industrieunternehmen an. Diese Gebäude sind auch heute noch größtenteils erhalten. Die über 100 zur Lagerung der Munition dienenden oberirdischen Bunker im Burgwald wurden dagegen nach dem Krieg gesprengt.
Die aus den ehemaligen Wohn- und Arbeitsbereichen der Luftmunitionsanstalt Frankenberg entstandene Ansiedlung wurde von den Einheimischen anfänglich (und teilweise noch heute) zunächst weiterhin Muna genannt. Im Jahr 1948 erhielt der neue Ort offiziell den Namen Industriehof. Bereits 1959 erreichte Industriehof die Einwohnerzahl des weitaus älteren Dorfes Wiesenfeld, zu dem es als Ortsteil gehörte. 1976 wurde Industriehof auch verwaltungsmäßig von Wiesenfeld abgetrennt und zu einem eigenen Ortsteil der 1971 gegründeten Großgemeinde Burgwald. Im Jahr 1996 wurde Industriehof schließlich in Burgwald umbenannt.

## Kultur und Sehenswürdigkeiten

### Vereine
Im Ort sind eine Vielzahl von Vereinen aktiv und prägen das sportliche und kulturelle Leben der Gemeinde. Diese werden im Folgenden aufgelistet (Gründungsdatum in Klammern). Weitere Vereine sind gemeindeweit tätig.
- Freiwillige Feuerwehr
- Der Karnevalsverein Burgwaldnarren besteht seit 1981 und hat nach eigenen Angaben 187 Mitglieder (Stand 2010).
- Der Schützenverein Burgwald wurde 1969 (1970) gegründet und hat 53 Mitglieder (Stand 8. April 2010).

### Hans-Ross-Denkmal
Im östlich des Ortes gelegenen Waldstück steht ein Denkmal für den Ernsthäuser Förster Hans Ross. Er kam bei der Verfolgung von Wilderern ums Leben.

## Wirtschaft und Infrastruktur

### Verkehr
Am Ort vorbei verläuft die Kreisstraße 117 zwischen Ernsthausen und Frankenberg, durch den Ort die Kreisstraße 124. Der Ort verfügt über keinen eigenen Bahnhof. Die Einwohner nutzen den auf halber Strecke zwischen Birkenbringhausen und Burgwald gelegenen Bahnhof Birkenbringhausen. Er ist eine Haltestelle der Burgwaldbahn.

### Ansässige Unternehmen
- Gaydos, Sitzmöbel
- Heitec, Maschinenbau (Heißkanaltechnik)
- Herko Chemie Hermann Kohlmann
- Metak, Kunststoffverarbeitung und -formenbau
- Osborn International, technische Bürsten und Oberflächenwerkzeuge
- Schlesinger, Maschinenbau (unter anderem Maschinen zur Herstellung von Bürsten) und Besen
- Thuasne Deutschland, elastische Textilgewebe im Medizin- und Sportbereich (orthopädische Hilfsmittel, elastische Kompressionsmaterialien)